# Pedioplanis laticeps
Pedioplanis laticeps es una especie de lagarto del género Pedioplanis, familia Lacertidae, orden Squamata. Fue descrita científicamente por A. Smith en 1845.

## Descripción
La longitud hocico-respiradero en adultos es de 5-6 centímetros.

## Distribución
Se distribuye por Namibia y Sudáfrica.